# Merzbox
Merzbox est une compilation du musicien bruitiste japonais Masami Akita, plus connu sous son pseudonyme de Merzbow, sortie en 2000 chez Extreme Records.

## Description
La compilation se présente sous la forme d'un coffret regroupant 50 CD, couvrant la carrière de Merzbow de 1979 à 1997. Trente CD sont des rééditions de LP, CD et cassettes et les vingt derniers sont des albums qui n'avaient pas encore été édités. Merzbox contient également un t-shirt, des posters, un livre, un médaillon et deux CD-ROM. Le coffret en cuir a été spécialement créé pour l'occasion. Il est limité à 1 000 copies.
Des éditions limitées de Merzbox incluent deux CD additionnels, des collaborations de Merzbow avec Eugene Thacker et Shane Fahey (de Social Interiors et Makers of the Dead Travel Fast) et d'autres posters.

## Radiodiffusion
L'intégralité de la compilation totalise plus de deux jours de musique. En 2002, la station étudiante WREK du Georgia Institute of Technology (Atlanta, États-Unis) a diffusé son contenu dans sa totalité, du 17 au 19 décembre.

## Pistes
La liste suivante donne le contenu de la compilation, c'est-à-dire l'année et le nom de chaque disque, et pour chaque disque le nom des plages, suivi entre parenthèses de leur durée.
1. 1979 - OM Electrique :
  1. OM Electrique Part 1 (31 min 17 s)
  2. OM Electrique Part 2 (7 min 55 s)
  3. Untitled Taped Drum Solo (8 min 59 s)
  4. Untitled Guitar Solo (10 min 25 s)
2. 1980 - Metal Acoustic Music :
  1. Balance Of Neurosis (46 min 59 s)
3. 1980 - Remblandt Assemblage :
  1. Remblandt Assemblage (9 min 44 s)
  2. Voice Of Scwitters (2 min 09 s)
  3. Theme Of Dadaist (9 min 39 s)
  4. Hans Arp (1 min 47 s)
  5. Tape Dada (5 min 52 s)
  6. Music Concret (2 min 34 s)
  7. Prepare Guitar Solo 1 (17 min 32 s)
  8. Prepare Guitar Solo 2 (3 min 59 s)
4. 1981 - Collection Era Vol. 1 :
  1. Electric Environment (24 min 00 s)
  2. Untitled Material Action (23 min 57 s)
  3. Telecom Manipulation (18 min 18 s)
5. 1981 - Collection Era Vol. 2 :
  1. Untitled (5 min 17 s)
  2. Untitled (5 min 59 s)
  3. Untitled (10 min 35 s)
  4. Untitled (6 min 13 s)
  5. Untitled (4 min 53 s)
  6. Untitled (6 min 51 s)
  7. Untitled (3 min 14 s)
  8. Untitled (22 min 52 s)
6. 1981 - Collection Era Vol. 3 :
  1. Merz Rock 1 (1 min 58 s)
  2. Merz Rock 2 (8 min 23 s)
  3. Merz Gamlan 1 (15 min 54 s)
  4. Merz Gamlan 2 (5 min 55 s)
  5. Merz Scat (11 min 29 s)
  6. Merztronics Jazz Mix (11 min 45 s)
  7. Merztronics Rhythm Mix (11 min 17 s)
7. 1981 - Paradoxa Paradoxa :
  1. Paradoxa Paradoxa Pt.1 (46 min 14 s)
  2. Paradoxa Paradoxa Pt.2 (26 min 08 s)
8. 1981 - Material Action for 2 Microphones :
  1. Hoochie Coochie Scratched Man (25 min 31 s)
  2. Yumin, Non Stop Disco (21 min 14 s)
  3. New Acoustic Music No.7 (23 min 58 s)
9. 1982 - Yantra Material Action :
  1. Untitled (11 min 25 s)
  2. Untitled (2 min 52 s)
  3. Untitled (1 min 48 s)
  4. Untitled (4 min 37 s)
  5. Untitled (1 min 06 s)
  6. Untitled (8 min 40 s)
  7. Untitled (7 min 26 s)
  8. Untitled (4 min 35 s)
10. 1982 - Solonoise :
  1. Solonoise Pt.1 (23 min 55 s)
  2. Solonoise Pt.2 (23 min 42 s)
  3. Solonoise Pt.3 (22 min 21 s)
11. 1982 - Expanded Music :
  1. Manipulation 1 (17 min 37 s)
  2. Manipulation 2 (5 min 28 s)
  3. Manipulation 3 (6 min 36 s)
  4. Manipulation 4 (3 min 53 s)
  5. Manipulation 5 (2 min 51 s)
  6. Manipulation 6 (2 min 15 s)
  7. Manipulation 7 (1 min 57 s)
  8. Manipulation 8 (5 min 45 s)
  9. M.F.S. W 1 (18 min 58 s)
12. 1982 - Nil Vagina Tape Loops :
  1. Nil Vagina Tape Loop No.0 (14 min 08 s)
  2. Nil Vagina Tape Loop No.1 (30 min 19 s)
  3. Nil Vagina Tape Loop No.2 (28 min 28 s)
13. 1983 - Material Action 2 (N.A.M.) :
  1. Nil ad Mirari (22 min 47 s)
  2. Nimbus Alter Magneto Electricity (18 min 12 s)
14. 1983 - Mechanization Takes Command :
  1. Electric Pygmy Decollage (14 min 12 s)
  2. Machanization Takes Command (11 min 01 s)
  3. Peaches Red Indian (10 min 46 s)
  4. Sahara (5 min 44 s)
  5. Iggy (3 min 15 s)
  6. Suicidal Machine (14 min 17 s)
  7. Ai-Da-Ho (10 min 19 s)
15. 1983 - Dying Mapa Tapes 1-2 :
  1. Denigration (10 min 07 s)
  2. Indifferent Pt.1 (6 min 20 s)
  3. Indifferent Pt.2 (8 min 01 s)
  4. Ooinon For Satva Karman (Sprashutavia) Decoup (21 min 46 s)
  5. Dharma Kamarage (22 min 17 s)
16. 1983 - Dying Mapa Tapes 2-3 :
  1. Sukha, Chanda, Tanno, Kless (23 min 28 s)
  2. Genetic Erotic (Sie Wiro Weib) (22 min 57 s)
  3. Rejet, Ictus, Connotation, Accompagnement, Penisersatz, Stigma Indelible Etc. (23 min 14 s)
17. 1984 - Agni Hotra :
  1. Agni Hotra (18 min 26 s)
  2. Asagaya In Rain (3 min 51 s)
  3. Swamp Metal (6 min 29 s)
  4. Loops In Flames (12 min 30 s)
  5. Arbertus Magnus (7 min 14 s)
  6. Kunyan (7 min 52 s)
  7. Untitled Waves (6 min 45 s)
18. 1984 - Pornoise/1kg Vol.1 :
  1. Industrial (3 min 32 s)
  2. Loop Fuck 1 (6 min 12 s)
  3. Loop Fuck 2 (5 min 39 s)
  4. Obituary 1 (5 min 15 s)
  5. Obituary 2 (7 min 12 s)
  6. Night Noise White (31 min 24 s)
19. 1984 - Pornoise/1kg Vol.2 :
  1. New Karhma (31 min 24 s)
  2. Dynamite Don Don Pt.1 (16 min 54 s)
  3. Dynamite Don Don Pt.2 (13 min 16 s)
20. 1984 - Pornoise/1kg Vol.3 :
  1. UFO vs British Army (30 min 46 s)
  2. Toy 69 (28 min 55 s)
21. 1984 - Pornoise Extra :
  1. Flesh Radio 1 (4 min 49 s)
  2. Flesh Radio 2 (4 min 51 s)
  3. Dance Of Dharma-Kala (13 min 29 s)
  4. Psychotic Orange (0 min 42 s)
  5. Helgas Death Disco (5 min 34 s)
  6. Eros Pandra (8 min 28 s)
  7. Kirie (6 min 45 s)
  8. Domine (5 min 54 s)
  9. Chopin Is Dead (5 min 55 s)
  10. Risa Supersex (2 min 55 s)
22. 1985 - Sadomasochismo/The Lampinak :
  1. Antimony Pt.1 (10 min 30 s)
  2. Antimony Pt.2 (13 min 05 s)
  3. Eyes Of Isonokami (11 min 40 s)
  4. The Lampinak - Sarpent Power (10 min 29 s)
  5. Carcass On The Floor (4 min 35 s)
  6. Village Of 8 Graves (4 min 30 s)
23. 1986 - Mortegage/Batztoutai Extra :
  1. Anus Anvil Anxiety (Long Version) (14 min 40 s)
  2. Radio 1511 (24 min 01 s)
  3. Mortegage Inc. Batztoutai (23 min 21 s)
24. 1987 - Enclosure/Libido Economy :
  1. Enclosure (17 min 27 s)
  2. Scarabe (5 min 33 s)
  3. Interline No.1-3 (18 min 10 s)
  4. Itch (5 min 39 s)
  5. Libido Economy No.1 (5 min 39 s)
  6. Libido Economy No.2 (5 min 32 s)
25. 1987 - Vratya Southward :
  1. Electroacoustic Voyage (23 min 47 s)
  2. Electric Red Desart (18 min 19 s)
  3. Lightning (19 min 10 s)
26. 1988 - Live In Khabarovsk, CCCP (I'm Proud By Rank Of The Workers) :
  1. Live At Trade Unions Place Of Culture Hall 23 March 1988 (29 min 21 s)
  2. Live At Soviet Army Officers House Hall 24 March 1988 (28 min 13 s)
27. 1988 - Storage :
  1. War Storage Pt.1 (23 min 02 s)
  2. War Storage Pt.2 (23 min 48 s)
  3. War Storage Pt.3 (21 min 08 s)
28. 1988 - Fission Dialogue :
  1. White Gamlan (16 min 27 s)
  2. Fission Dialogue (9 min 08 s)
  3. Inside Tangues In Tera-Aspic (32 min 11 s)
29. 1988 - Collaborative :
  1. Joint (20 min 51 s)
  2. Code-Gerausch-Aggregate (20 min 12 s)
  3. Jointed (7 min 06 s)
30. 1988 - Crocidura Dsi Nezumi :
  1. Mustela Erminea Nippon (23 min 00 s)
  2. Mustela Sixasa Namiyei (Including: The Revenge Of The Son Of Monster Magnet) (23 min 50 s)
  3. Strange Strings (16 min 16 s)
31. 1989 - KIR Transformation :
  1. KIR Transformation (40 min 40 s)
32. 1989 - SCUM - Scissors For Cutting Merzbow Vol.1 :
  1. Cockchola (12 min 54 s)
  2. Extract 1 (4 min 21 s)
  3. Extract 2 (5 min 48 s)
  4. Extract 3 (1 min 18 s)
  5. Extract 4 (5 min 59 s)
  6. Kinetic Environment (11 min 46 s)
  7. Yeah, But That Was Just Dyke Stuff Great Nude Variation No.2 (17 min 46 s)
33. 1989 - SCUM - Scissors For Cutting Merzbow Vol.2 :
  1. Music For Funk Arts No.1 (22 min 51 s)
  2. Music For Funk Arts No.2 (22 min 09 s)
  3. Great Nude Variation No.1 (12 min 05 s)
  4. Extract 5 (3 min 40 s)
34. 1989 - SCUM - Severances :
  1. UP Steel CUM (16 min 24 s)
  2. Catabolism Variation Stereo No.1 (14 min 02 s)
  3. Deaf Forever / Wild Thing / Electric Shaver Forest / De-Soundtrack Variation No.1 / Rap The Khabarovsk (31 min 01 s)
35. 1989 - SCUM - Steel Cum :
  1. Mona (2 min 51 s)
  2. Great Nude Variation No.3 (5 min 57 s)
  3. Duck Exercise (17 min 14 s)
  4. Blues In C Minor (24 min 23 s)
  5. Body (6 min 09 s)
36. 1990 - Cloud Cock OO Grand :
  1. Brain Forest For Metal Acoustic Concret (23 min 57 s)
  2. Spinnozaamen (24 min 01 s)
  3. Autopussy Go No Go (7 min 40 s)
  4. Modular (15 min 12 s)
  5. Postfix (8 min 26 s)
37. 1990 - Newark Hellfire - Live On WFMU, 1990 :
  1. Newark Hellfire (58 min 45 s)
38. 1990 - Hannover Cloud
  1. Magnetic Void (20 min 35 s)
  2. Rocket Bomber (15 min 17 s)
  3. Untitled Cock (6 min 13 s)
  4. Autopussy Go No Go 2 (13 min 22 s)
39. 1991 - Stacy Q, Hi Fi Sweet Leaf :
  1. Decomposed Cockoo (26 min 29 s)
  2. Stacy Q, Hi Fi Sweet Leaf (26 min 28 s)
40. 1992 - Music For True Romance Vol.1 :
  1. True Romance Theme (3 min 52 s)
  2. Music Cave (2 min 27 s)
  3. She Floating - Preparation (15 min 43 s)
  4. She Mutilation - Main Ritual (15 min 17 s)
  5. Injured Imperial Soldiers Marching Song (22 min 29 s)
41. 1993 - Brain Ticket Death :
  1. Metal Of Doom (6 min 36 s)
  2. Electric Peekaboo (3 min 45 s)
  3. Iron Caravan (5 min 33 s)
  4. Brain Ticket Death (34 min 01 s)
42. 1993 - Sons Of Slash Noise Metal :
  1. In-A-Gadda-Veddah (16 min 53 s)
  2. Cross Toad (10 min 57 s)
  3. Slash Embryo (32 min 34 s) :
43. 1994 - Exotic Apple :
  1. Sunohara Youri Is Suzanna Erica (10 min 16 s)
  2. Moon Over The Bwana A (5 min 30 s)
  3. Apple Rock 1 (14 min 20 s)
  4. Apple Rock 2 (16 min 17 s)
  5. Apple Rock 3 (7 min 23 s)
  6. Apple Rock 4 (7 min 55 s)
44. 1995 - Liquid City :
  1. Liquid City 17-1-95 (19 min 11 s)
  2. Dalitech Filters (21 min 09 s)
  3. Tiabguls (9 min 16 s)
  4. Cheese Car Commando (7 min 35 s)
45. 1995 - Red Magnesia Pink :
  1. Minus Zero (5 min 57 s)
  2. Etic (4 min 08 s)
  3. Delta X (4 min 33 s)
  4. Tremelo Man (10 min 27 s)
  5. Euclids Pickel (13 min 48 s)
  6. Chameleon Body (9 min 18 s)
  7. Little Bang! (7 min 38 s)
  8. You - Bahn (5 min 27 s)
46. 1995 - Marfan Syndrome :
  1. Marfan Syndrome For Blue (Remix) (7 min 07 s)
  2. Oldenbergs Soft Gun (18 min 39 s)
  3. Spider Nest Castle Pt.1 (12 min 26 s)
  4. Un Br Che (11 min 25 s)
  5. Yosef Voice (2 min 12 s)
47. 1996 - Rhinogradentia :
  1. Rhinogradentia (14 min 52 s)
  2. Silver Scintillator (16 min 41 s)
  3. Narco (24 min 02 s)
48. 1997 - Space Mix Travelling Band :
  1. Travelling 1997 (20 min 04 s)
  2. Floating Manhattan (14 min 06 s)
  3. Hongkong Suite (24 min 52 s)
49. 1997 - Motorond :
  1. Motorond Pt.2 (31 min 25 s)
  2. Motorond Pt.1 (27 min 53 s)
50. 1997 - Annihiloscillator :
  1. Hair Gun (13 min 16 s)
  2. Kyoko Hamara Air Clyster (12 min 14 s)
  3. Black Brain Of Piranese (13 min 26 s)
  4. Soft Parts 1&2 (17 min 29 s)
  5. Wild Pair (3 min 50 s)

L'édition limitée inclut les disques suivants :
1. 1997 - Decomposition 001 (avec Eugene Thacker) :
  1. Decomposition 001 (43 min 53 s)
  2. Erotodatavirus 9.1.3 (15 min 20 s)
2. 1997 - Decomposition 002 (avec Shane Fahey) :
  1. Decomposition 002-1 (20 min 14 s)
  2. Decomposition 002-2 (30 min 47 s)
  3. Water-drip-code (13 min 32 s)